# Anna von Polen (Teck)

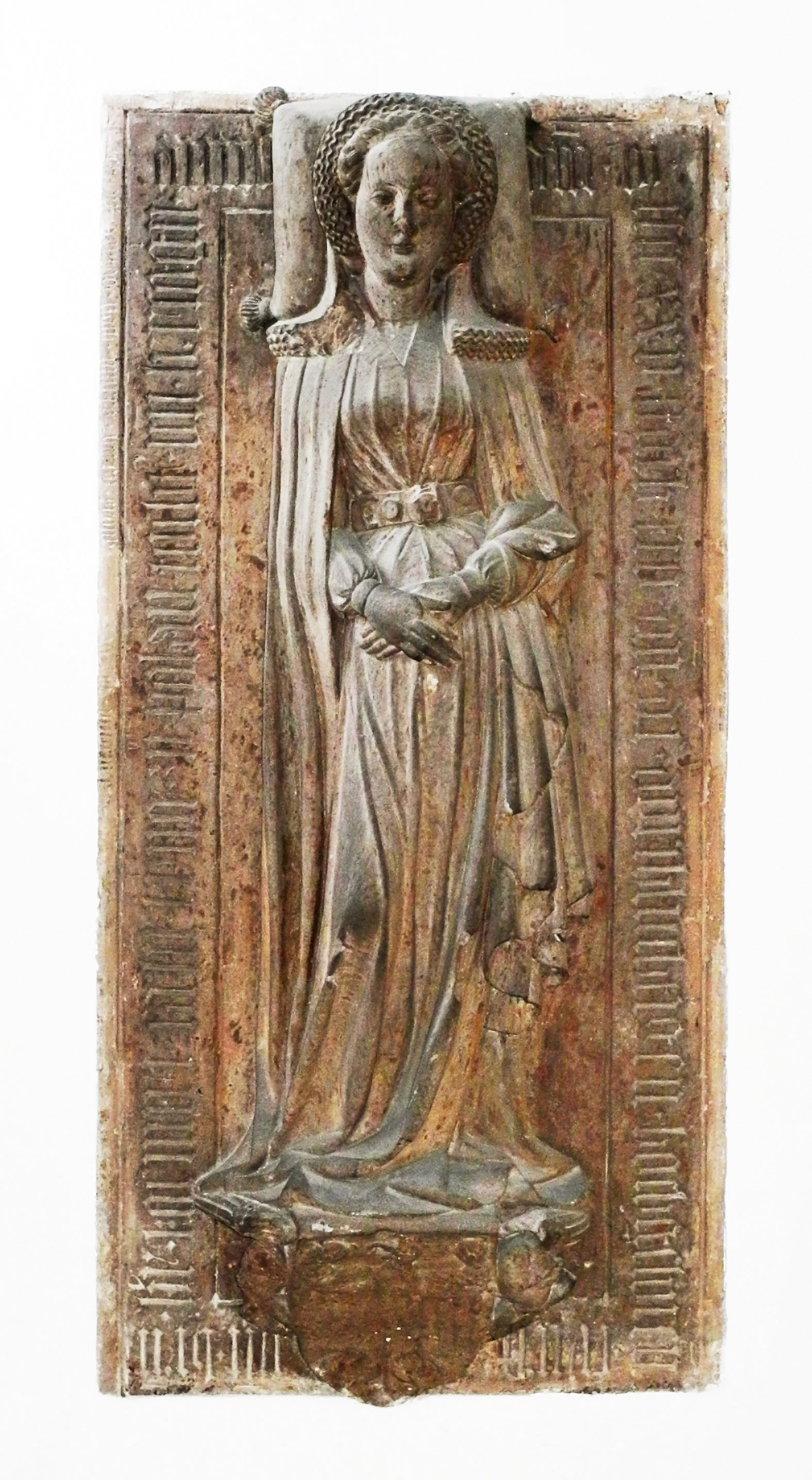
Grab

Anna (polnisch Anna; * 1366; † 1425) war eine polnische Prinzessin, Gräfin von Cilli und Teck. Sie entstammte dem Adelsgeschlecht der kujawischen und Schlesischen Piasten und heiratete in die Cilli und Teck ein.

## Leben
Anna war Tochter des Königs Kasimir dem Großen von Polen († 1370) und seiner vierten Ehefrau Hedwig von Sagan. Zunächst sollte sie einen Sohn des Kaisers Karl IV. heiraten. Nach dem Tod ihres Vaters scheiterten jedoch die Heiratspläne und sie ging an den ungarischen Königshof. 1402 nahm sie an den Krönungsfeierlichkeiten ihrer Tochter Anna zur polnischen Königin in Krakau teil. Sie wurde in Mindelheim bestattet.

## Ehe und Familie
1380 heiratete sie Wilhelm von Cilli. Mit ihm hatte sie die Tochter Anna von Cilli, die zweite Ehefrau des polnischen Königs und litauischen Großfürsten Władysław II. Jagiełło. Ihr Ehemann verstarb 1392.
1394 heiratete sie Ulrich von Teck aus dem Geschlecht der Teck. Die Ehe blieb kinderlos.